# 濟寧汶上戰鬥
濟寧汶上戰鬥發生於1938年2月14日－25日，地點則是在中國魯南一帶。是抗日戰爭主要戰鬥之一，交戰一方為國民革命軍，另一方則為日軍。戰鬥末了，攻擊的國軍於25日佔領羊山集、鉅野。